# Acalolepta ferriei
Acalolepta ferriei är en skalbaggsart som först beskrevs av Stefan von Breuning 1954.  Acalolepta ferriei ingår i släktet Acalolepta och familjen långhorningar. Inga underarter finns listade i Catalogue of Life.